# Sleepin' JohnnyFish
Sleepin' JohnnyFish（スリーピング・ジョニーフィッシュ）は日本の音楽ユニットである。愛称は「ジョニフィ」。1999年結成。当時は5人組バンドとして活動していたが、メンバーの脱退により2001年から2人組ユニットになる。2002年ポリスターよりメジャーデビュー。2006年4月1日をもって活動休止。

## メンバー
- OKEI（おけい、9月6日 - ）ボーカル、作詞を担当。
  - 活動休止後は、その後の詳細は不明。
- SHOGO（しょーご、大西省吾 4月3日 - ）ギター、作曲・編曲を担当。
  - 活動休止後は作曲家・編曲家として活動し、agehasprings（株式会社アゲハスプリングス）の関連会社であり音楽クリエイティブチーム・onetrapを経て、2014年からagehaspringsに直属となる。ギタリストとしてアーティストのサポートも行っている。
  - 楽曲提供・アレンジを手掛けた主なアーティストは、flumpool、Aimer、シシド・カフカ、関ジャニ∞、水樹奈々、fumika、安田レイなど。

## ディスコグラフィー

### シングル
- テレスコープ/マーメイド（2002年5月）アニメ「HAPPY☆LESSON」主題歌
  1. テレスコープ
  2. マーメイド
- キミドリイロ（2002年10月）
  1. キミドリイロ
  2. アンテナ体
  3. テレスコープ(Remix)
  4. ぴィまん人間
- 流れ星の日/cactus（2003年4月）
  1. 流れ星の日
  2. cactus
- RADIOジャック（2003年7月）
  1. RADIOジャック
  2. 迷い猫
  3. 四択です。
- ひかりひとつひらり（2004年4月）
  1. ひかりひとつひらり
  2. とりとひと
  3. 一とーり
- 夜行性（2004年7月）
  1. 夜行性
  2. ニンジャウォーク

### アルバム
- AOI SORANI SIZM（2000年3月）自主制作
- sequence（2001年2月）ミニアルバム
  1. Chilly Chilly
  2. 幸運てるアタシ
  3. sequence
  4. 群青の群生
  5. アオイソラヘシズメ0008
- 呱呱の声（2003年9月）2枚組
  - disc1：「floating」
    1. ハイセンス
    2. 脆い鎖
    3. マーメイド
    4. chimera
    5. やられた
    6. 恋の終わり
    7. 月姫

  - disc2：「sleeping」
    1. テレスコープ
    2. っぺろり
    3. 流れ星の日
    4. 硝子玉
    5. キミドリイロ
    6. RADIOジャック(TV MIX)
    7. cactus
- 心森と…（2005年10月）
  1. Intro
  2. 心森と…
  3. ka sin fu(Promotion Title)
  4. ディスカス
  5. Turquoise
  6. ground glass
  7. WA-PU-
  8. hide-and-seek
  9. ひと滴
  10. ニンジャウォーク(remix)
  11. とりとひと(remix)